# Ambó
.

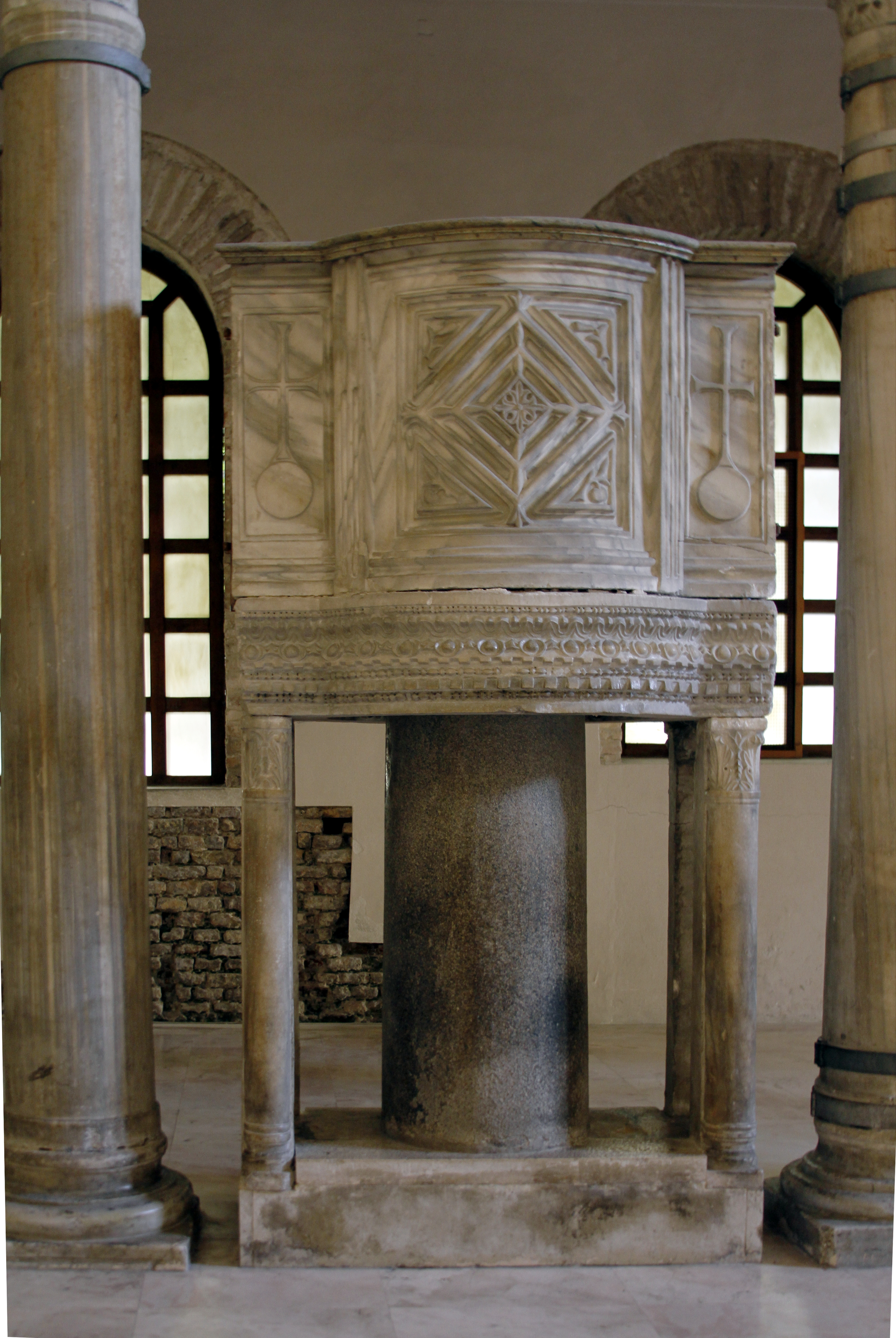
Ambó de Ravenna

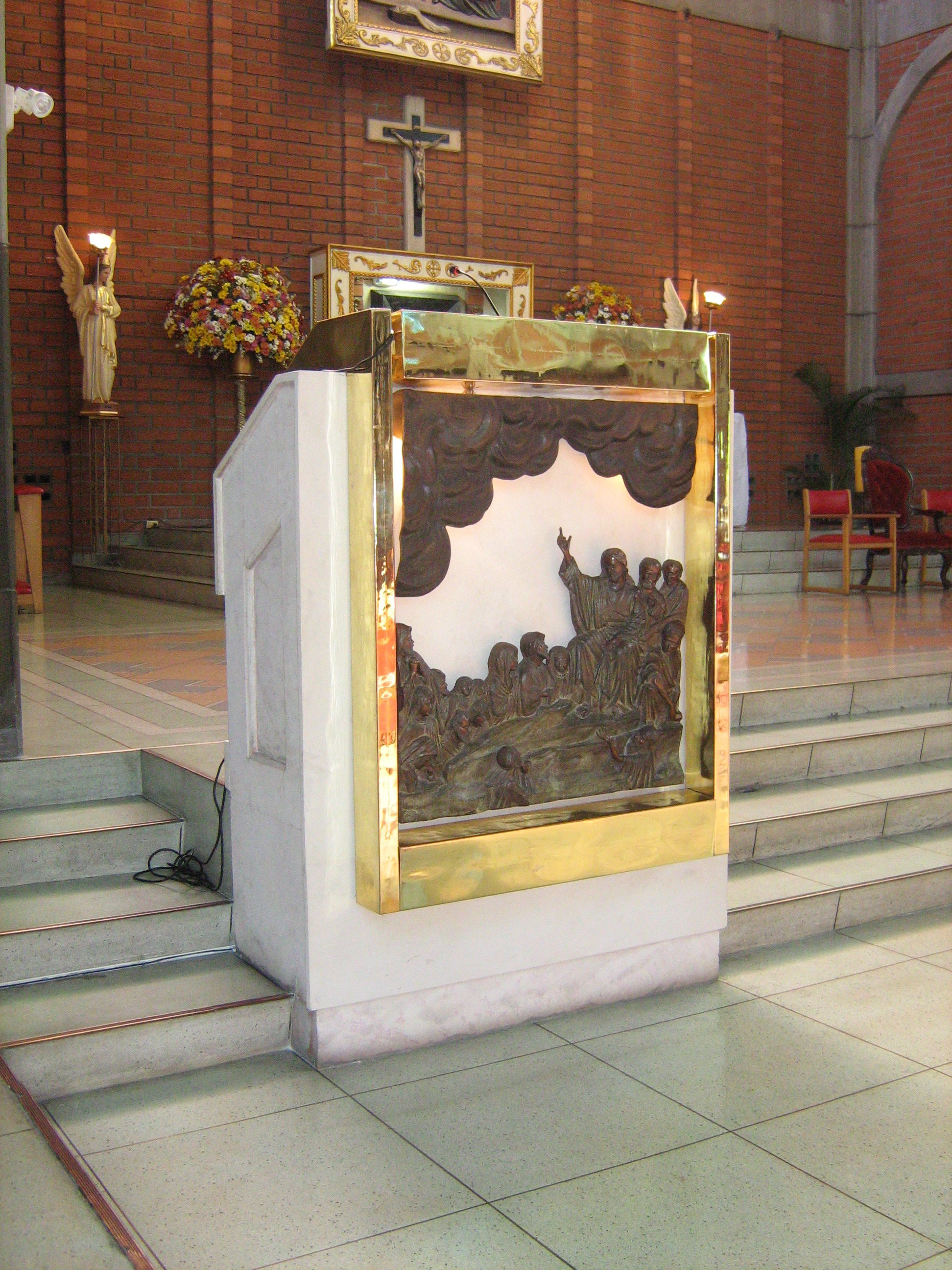
Ambó de San Joaquín de Medellín, Colòmbia

L'ambó és, en els temples catòlics, el lloc des del qual es fa la lectura de la Bíblia durant la missa i en altres cerimònies litúrgiques. S'acostuma a trobar als extrems del presbiteri. Pot tenir forma de faristol, però també de podi i o de balcó. Antigament en algunes esglésies hi havia dos ambons: el que quedava a la dreta del presbiteri mirant des de la nau s'emprava per a la lectura de l'epístola i el salm responsorial, mentre que el de l'esquerra era destinat a la lectura de l'Evangeli. Aquest costum ja no es manté en l'actualitat.